# Artek
Artek é uma empresa brasileira do ramo de materiais elétricos, sediada na cidade de Manaus, capital do estado do Amazonas. Foi fundada em 1999 e atende aos estados do Acre, Amazonas, Rondônia e Roraima.

## Histórico
A Artek Industrial da Amazônia Ltda. foi fundada em 22 de julho de 1999, com sua sede localizada no Polo Industrial de Manaus. Atua na produção e no comércio varejista de materiais de construção e  de produtos elétricos de uso pessoal e doméstico, como abajures, lustres, luminárias, etc. Atende aos mercados de todos os estados da Amazônia Ocidental.
Segundo a empresa, questões sustentáveis são levadas em consideração, investindo em produtos de alta tecnologia, baseada na iluminação em LED, que em comparação as demais, causam menos danos a natureza e reduzem o consumo de energia, o que contribui para a conservação do meio ambiente e também na economia do consumidor final.